# Marriage License?
Pour les articles homonymes, voir Marriage.
Pour plus de détails, voir Fiche technique et Distribution.
Marriage License? est un film muet américain, réalisé par Frank Borzage et sorti en 1926.

## Synopsis
Wanda, une jeune femme canadienne, est mariée à Marcus Heriot, un noble anglais dont la famille, dominée par les traditions ancestrales, la rejette comme une étrangère. À la suite des manigances de Lady Heriot, l'amitié de la jeune femme avec un homme plus âgé est présentée sous une forme telle qu'il s'ensuit un divorce. À la suite de cela, son enfant est considéré comme illégitime.
Après des années de sacrifice, Wanda a rencontré Paul et est tombé amoureuse de lui. Son ex- mari Marcus découvre que son fils Robin a grandi en France et veut devenir soldat. Pour donner un nom honorable à son fils, elle sacrifice son bonheur avec Paul et accepte de se remarier avec son e-mari repentant.

## Fiche technique
- Titre original : Marriage License?
- Réalisation : Frank Borzage
- Scénario : Bradley King, d'après la pièce The Pelican de F. Tennyson Jesse et H. M. Harwood
- Photographie : Ernest Palmer
- Production : William Fox
- Société de production : Fox Film Corporation
- Société de distribution : Fox Film Corporation
- Pays de production :  États-Unis
- Langue : anglais
- Format : Noir et blanc - 35 mm - 1,37:1 - Muet
- Genre : drame
- Durée : 80 minutes (8 bobines)
- Date de sortie :
  - États-Unis : 5 septembre 1926

## Distribution
- Alma Rubens : Wanda Heriot
- Walter McGrail : Marcus Heriot
- Richard Walling : Robin
- Walter Pidgeon : Paul
- Charles Lane : Sir John
- Emily Fitzroy : Lady Heriot
- Langhorne Burton : Cheriton
- Edgar Norton : Beadon
- George Cowl : Amercrombie
- Lon Poff : un valet
- Wilfrid North : le juge